# 639 Latona
Latona (asteroide 639) é um asteroide da cintura principal com um diâmetro de 71,25 quilómetros, a 2,7091915 UA. Possui uma excentricidade de 0,1023474 e um período orbital de 1 915,08 dias (5,25 anos).
Latona tem uma velocidade orbital média de 17,14458732 km/s e uma inclinação de 8,57595º.
Este asteroide foi descoberto em 19 de Julho de 1907 por K. Lohnert.
Este asteroide recebeu este nome em homenagem à deusa Latona da mitologia romana.